# Naturhouse
Naturhouse es una franquicia del sector dietético, creada en 1986 por el logroñés Félix Revuelta. Forma parte del grupo empresarial Kiluva. Cuenta en la actualidad con 2040 franquicias y está presente en 32 países.

## Historia
Revuelta crea el grupo Kiluva en 1986, tras su experiencia en otra empresa del sector dietético, y es en 1992 cuando abre su primera tienda de venta al público en Vitoria bajo la denominación Naturhouse, donde ofrece además productos de belleza y masajes. A partir de ese momento se crea una red de franquicias, y es al año siguiente, al abrir su segunda tienda, cuando se centra totalmente en los productos dietéticos.
Es en 1997 cuando empieza realmente la expansión de la empresa, abriéndose centros en toda España, iniciándose en el campo internacional en 1999, abriendo su primer centro en Portugal. En 2005 cuenta ya con 385 empleados, y se expande a otros países como Alemania, Estados Unidos, México o Francia.

## Patrocinios deportivos
En la actualidad, la empresa patrocina diversos clubes de diferentes deportes, entre los que se encuentran la Union Deportiva Logroñés, club de fútbol de la Segunda División de España del cual es presidente Félix Revuelta,  el de voleibol femenino Club Voleibol Logroño de Superliga.
También patrocinó a  Basket Club Ferrara, equipo de baloncesto de la LegADue italiana. y al equipo de balonmano Ciudad de Logroño, de la liga ASOBAL, hasta la temporada 2016/17

## Controversias
En el año 2008, la asociación Española de dietistas-nutricionistas y varios colegios profesionales de dietistas-nutricionistas de España, denunciaron a la empresa Naturhouse por incorporar a personal sin la cualificación necesaria para la realización de actividades como, por ejemplo, el supuesto tratamiento contra la obesidad u otras patologías que realizaban, así como por publicidad engañosa, ya que ofrecía en sus anuncios los servicios de un dietista. Aunque el profesional que los realiza muchas veces no tiene la titulación universitaria necesaria, que es el grado o la antigua diplomatura en nutrición humana y dietética, y es lo único que otorga la posibilidad de utilizar dicho título por ley, disponen de titulación técnica superior en dietética y nutrición, y con la posesión de esta titulación, el profesional técnico puede realizar las funciones de nutricionista, no dietista. Además, ha sido criticada en numerosas ocasiones, por estos colegios profesionales y muchas sociedades sanitarias, por sus métodos, que consideran fraudulentos.